# Hi Hi Puffy AmiYumi (album)
Hi Hi Puffy AmiYumi  è una compilation della band giapponese Puffy AmiYumi. Distribuito nel 2004 in Giappone ha raggiunto la posizione 49 nella classifica degli album. Il disco si apre con Hi Hi, divenuta famosa per la serie animata aventi per protagoniste le stesse cantanti della band.

## Tracce
1. "Hi Hi" (Onuki, Yoshimura, Andy Sturmer) – 2:54
2. "Friends Forever" (Sturmer) – 4:03
3. "Planet Tokyo" (Sturmer) – 3:50
4. "Joining a Fan Club" (Manning, Sturmer) – 3:58
5. "Forever" (Sturmer) – 2:29
6. "V-A-C-A-T-I-O-N" (Yasuharu) – 3:30
7. "Love So Pure" (Sturmer) – 3:57
8. "True Asia" (Inoue, Okuda) – 4:40
9. "Boogie Woogie No. 5" (Okuda) – 4:10
10. "That's the Way It Is" (Okuda) – 3:19
11. "Sunrise" (Onuki, Yoshimura, Sturmer) – 3:56
12. "Into the Beach" (also known as "To the Beach" (Okuda) – 3:12
13. "December" (Onuki, Yoshimura, Sturmer) – 4:20
14. "Teen Titans Theme" (Sturmer) – 3:10
15. "Hi Hi Puffy AmiYumi (TV Mix)" (Sturmer) – 2:59*
16. "Teen Titans Theme (TV Mix)" (Sturmer) – 3:06*

*= Solo nella versione giapponese del CD.

## Produzione
- Produttori: Tamio Okuda, Tetsutaro Sakurai, Andy Sturmer
- Produttori esecutivi: Yasunori Heguri, Taizo Ito
- Mixing: David Bianco, John Fields, Osamu Hirose, Tetsuhiro Miyajima, David Thoener, Via Dave, Joe Zook
- Mastering: Stephen Marcussen
- A & R: Giugno Shinozaki
- Regia: Isao Tanuma
- Compilation: Kaz Utsunomiya
- Direzione artistica: Aimee MacAuley
- Design: Aimee MacAuley
- Fotografia: Bruce Osborn